# Quartet Altimira
El Quartet Altimira és un quartet de corda català. Està format per quatre instrumentistes: Maria Florea (violí), Luís Peña (violí), David Andújar (viola) i Mariona Tuset (violoncel).
El 2017 la Fundació Walter Stauffer va becar el quartet per estudiar a la seva Acadèmia de Cremona i formar part del projecte Le Dimore del Quartetto, que uneix patrimoni arquitectònic i música de cambra. Va rebre el primer premi al Concurs del Festival Internacional de Panticosa 2013 i també ha estat reconegut al Concurs Josep Mirabent i Magrans 2019 i al Concurs Internacional de Música de les Corts 2019. Ha enregistrat per les emissores de ràdio Catalunya Música i Radio Radicale d'Itàlia.
Des de l'any 2019, el Quartet Altimira treballa en la recuperació i divulgació dels Quartets de Gaspar Cassadó, projecte que els ha portat a la gravació de la Integral. L'any 2020 ha estat l'impulsor del Festival Encambra't Igualada.